# Escuts i banderes de l'Alt Camp

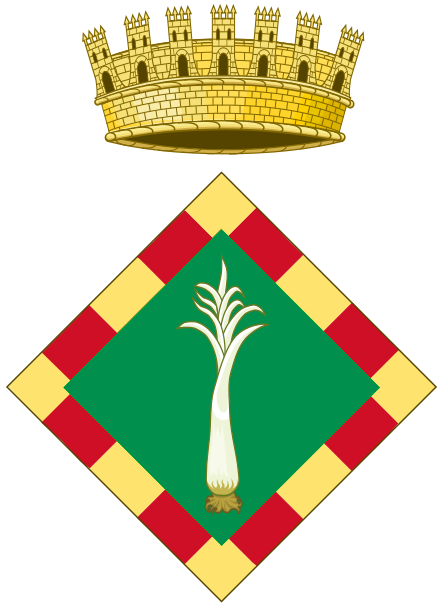
Escut oficiós de l'Alt Camp

Els escuts i banderes de l'Alt Camp són el conjunt de símbols que representen els municipis d'aquesta comarca.
En aquest article s'hi inclouen els escuts i les banderes oficialitzats per la Generalitat des del 1981, concretament per la conselleria de Governació, que en té la competència.
Pel que fa als escuts comarcals, cal dir que s'han creat expressament per representar els Consells i, per extensió, són el símbol de tota la comarca. Habitualment es tracta d'escuts o símbols no oficials. En el cas del consell comarcal de l'Alt Camp, però, no hi trobem cap emblema heràldic.
No tenen escut ni bandera oficials els municipis d'Aiguamúrcia, Cabra del Camp, els Garidells, Vilabella i Vila-rodona.

## Escuts oficials

Alcover Aprovat el 17 de desembre de 1984.[1]
Alió Aprovat el 27 de desembre del 2000.[2]
Bràfim Aprovat el 15 d'abril del 2003.[3]
Figuerola del Camp Publicat al DOGC el 3 de febrer de 2009.[4]
la Masó Aprovat el 18 de novembre de 1998.[5]
el Milà Aprovat el 9 de maig del 2003.[6]
Montferri Aprovat el 19 de setembre del 2000.[7]
Mont-ral Aprovat el 26 de juliol del 2010.[8]
Nulles Publicat al DOGC el 15 de juliol de 1988.[9]
EMD de Picamoixons Publicat al DOGC el 4 d'octubre de 2010.[10]
el Pla de Santa Maria Aprovat el 5 de setembre de 1995.[11]
el Pont d'Armentera Publicat al DOGC el 25 de setembre de 2001.[12]
Puigpelat Aprovat el 19 de novembre del 2004.[13]
Querol Aprovat el 6 d'abril de 1999.[14]
la Riba Aprovat el 16 d'octubre de 1996.[15]
Rodonyà Aprovat el 18 d'octubre de 1999.[16]
el Rourell Aprovat el 26 de juliol de 2016.[17]
Vallmoll 7 Publicat al DOGC 21 de febrer de 1994.[18]
Valls Aprovat el 12 de maig de 1983.[19]

## Banderes oficials

Alió Publicada al DOGC el 4 d'abril del 2002.[20]
Figuerola del Camp Publicada al DOGC el 17 de setembre de 2009.[21]
la Masó Aprovada el 10 de novembre de 2006.[22]
EMD de Picamoixons Publicada al DOGC el 27 de juliol del 2011.[23]
el Pla de Santa Maria Aprovada el 7 de maig de 1999.[24]
el Pont d'Armentera Publicada al DOGC el 20 d'octubre de 2005.
Puigpelat Publicada al DOGC el 4 de desembre de 2007.[25]
el Rourell Publicada al DOGC el 29 de març de 2019.[26]
Vallmoll Publicada al DOGC el 5 de juliol de 2001.[27]